# Francisco de Miranda
Sebastián Francisco de Miranda Rodríguez y Espinoza (Caracas, Venezuela, 28 de março de 1750 — San Fernando, Cádis, Espanha, 14 de julho de 1816) foi um militar venezuelano, precursor da independência da América espanhola. Executou um malogrado plano de independência das colônias espanholas na América Latina, mas que se reconhece como precursor dos ideais de Simón Bolívar e Bernardo O'Higgins, assim como de outros combatentes americanos que conseguiram a independência em grande parte da região.
Com a ajuda britânica, Miranda realizou uma invasão na Venezuela em 1806. Chegou ao porto de Coro, onde a bandeira venezuelana tricolor foi içada pela primeira vez. Entre os voluntários que serviram para esta rebelião, estava David G. Burnet, dos Estados Unidos, que seria mais tarde o presidente interino da República do Texas depois de sua separação do México em 1836. Em 19 de abril de 1810 a Venezuela iniciou seu processo de independência, pelo qual Simón Bolívar persuadiu Miranda a voltar a sua terra natal, onde lhe fizeram general do exército revolucionário. Quando o país declarou formalmente a independência, em 5 de julho de 1811, ele assumiu a presidência, recebendo em 1812 poderes ditatoriais do congresso do novo país.
As forças espanholas contra-atacaram e Miranda, temendo uma derrota brutal e desesperada, assinou um armistício com os espanhóis em julho de 1812 (Tratado de La Victoria). Bolívar e outros revolucionários acreditaram que sua rendição correspondia a uma traição às causas democráticas, e lhe frustraram a intenção de escapar. Entregaram Miranda ao exército real espanhol que o levou à prisão em Cádis, Espanha, onde morreu em 1816.

## Monumentos

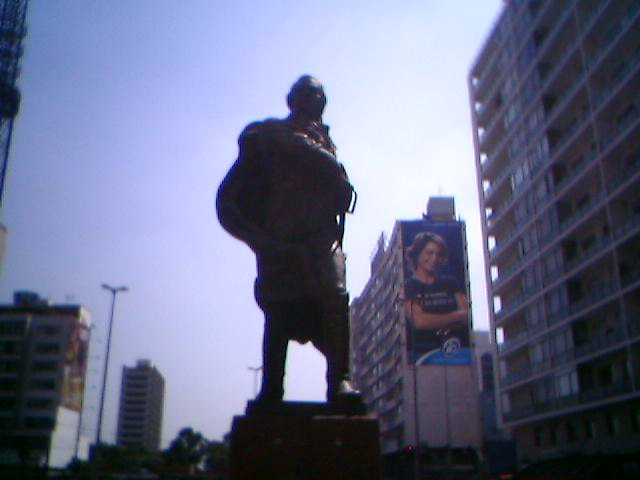
Monumento a Francisco de Miranda, na Avenida Paulista, em São Paulo

Francisco de Miranda tem monumentos construídos em sua homenagem espalhados por toda a América Latina. Existe um monumento a Francisco de Miranda em uma das principais avenidas da cidade de São Paulo, a Avenida Paulista. A estátua fica no espaço da avenida denominado Praça do Ciclista e, segundo a placa informativa, foi doada em 1978 "pelo povo da Venezuela". Segundo a mesma placa, a estátua foi restaurada em 1988 pela prefeitura, em parceria com o Banco Union. Francisco de Miranda foi também homenageado em Portugal, com busto na marginal da vila da Calheta (Avenida D. Manuel I), na ilha da Madeira, local de origem de muitos imigrantes venezuelanos. Este busto foi inaugurado a 5 de Julho de 2011, celebrando o bicentenário da independência.
Fora do continente, o nome de Miranda está inscrito no Arco do Triunfo por sua participação na Batalha de Valmy, de forma que ele é o único latino-americano lembrado neste monumento.

## Filme
Em 2007, foi lançado o filme "Miranda Regresa" dirigido por Henry Herrera, que conta a história de Francisco de Miranda.